# Думервейв
Думервейв або Doomerwave (від англ. Doom — загибель, або англ. Dooming — руйнувати, прирікати) — музичний стиль, що з'явився наприкінці 2010-х років.
Термін «думервейв» з'явився в Інтернеті для означення низки гуртів, які виконували постпанк, ньювейв та сінтіпоп. Назва походить від групи «думерів» — депресивної частини міленіалів, людей, що народились між 1985 та 2004 роками. Найчастіше думерами вважали людей з колишнього СРСР, а візуальна естетика думерів складалась із радянських панельних мікрорайонів, падаючого снігу або заходу сонця. Вважалось, що цим людям притаманні почуття самотності та розгубленості, вони не бачуть сенсу в житті та ізолюються від оточуючих. На інтернет-форумі 4chan у 2018 році вперше з'явився персонаж «Думер», варіація мему польського походження Wojak, що зображав сумного чоловіка в шапці, худі та з цигаркою в зубах.
Музична складова думервейву стала відображенням способу життя думерів. Мікрожанр doomerwave та його назви з'явились схожим чином до інших музичних вподобань віртуальних спільнот, серед яких vaporwave, retrowave та sovietwave. Цей похідний жанр починався як сатиричне відображення сприйняття світу думерами та їхньої ностальгії за дитинством. Зокрема, створювалися ремікси на відомі сучасні пісні, але завдяки обробці вони сповільнювались та додавався ефект реверберації. Відеокліпи до таких пісень містили зациклену анімацію з кадрами з фільмів або аніме.
Одним з найвідоміших представників жанру є білоруський гурт Molchat Doma. В Росії думервейв поширювався переважно завдяки соціальним мережам, зокрема TikTok. В Бразилії музикою думерів став меланхолійний джаз. В Україні досить поширеними є як обробки ностальгічних пісень, так і оригінальні композиції. До перших відносяться ремікси популярних виконавців, серед яких «Скрябін», «Плач Єремії», «Вій» або «Цукор — біла смерть». Серед нових виконавців українського думервейву вирізняються Mistmorn, Sad Novelist, Postman, oh, deer!, Signals Feed the Void, drimandr, Курган, «Джозерс», «Улица Восток» та інші.